# Live: A Night on the Strip
Live: A Night on the Strip és un àlbum en directe de L.A. Guns. L'actuació va tenir lloc el 7 d'octubre de 1999 al Key Club, ubicat al Sunset Boulevard, Hollywood.

## Cançons
1. "Face Down"
2. "Sex Action"
3. "One More Reason"
4. "Kiss My Love Goodbye"
5. "Bitch Is Back"
6. "Time"
7. "Long Time Dead"
8. "Over The Edge"
9. "Never Enough"
10. "Nothing Better To Do"
11. "Guitar Solo"
12. "Electric Gypsy"
13. "Ballad Of Jayne"
14. "Rip N Tear"

## Formació
- Phil Lewis: Veus
- Tracii Guns: Guitarra
- Mick Cripps: Guitarra
- Kelly Nickels: Baix
- Steve Riley: Bateria